# Лав Диоген
Лав Диоген ( грч. Λέων Διογένης   , Леон Диоген ), назван Порфирогенит, био је син византијског цара Романа IV Диогена и царице Евдокије Макремволитисе . Вероватно крунисан као цар - савладар за време владавине свог оца, касније је служио у војсци цара Алексија I Комнина . Он се не појављује ни на једном Романовом новчићу, иако постоји бар једно писмо које се односи на њега као на цара ( басилеус ).  Ана Комнин примећује да су он и његов брат Нићифор носили дијадему и тзангион (црвене сандале) који су обично резервисани за цареве. 

## Живот
Лавов отац, цар Роман IV Диоген, умро је док је Лав још био дете. Иако је по рођењу проглашен за цара - савладара, протеран је у манастир заједно са својом мајком након пада савласти цара Романа IV. Овде је остао до ступања на власт цара АлексијаI Комнина 1081. године, који је узео Лава и његовог брата Нићифора и одгајао их као своје синове. 
Према извештају Ане Комнин, Лав је био посвећен Алексијев присталица, који га је подстицао не само да се супротстави норманским освајачима на почетку своје владавине,  већ и Печенезима који су напали царство с оне стране Дунава 1087.  Током једне од битака против Печенега, Лав је дозволио да га одвуку од цара, и када се приближио комори непријатеља, био је оборен и погинуо на бојном пољу. 